# Zecharja

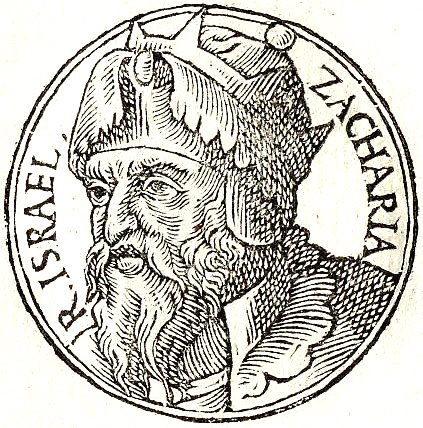
Zecharja volgens "Promptuarii Iconum Insigniorum".

Zecharja (Hebreeuws: זכריהו) was volgens de Hebreeuwse Bijbel koning van het koninkrijk Israël (746 v.Chr.). Hij was de zoon en opvolger van Jerobeam II. Volgens 2 Koningen was Zecharja slechts zes maanden koning voordat hij het slachtoffer werd van een samenzwering geleid door Sallum, de zoon van Jabes. Nadat Sallum Zecharja had vermoord, werd hij de nieuwe koning van Israël.